# 路易斯·亨特
路易斯·亨特（Louis Hunter，1992年3月17日—）是澳大利亞的一位演員，出生在悉尼。他最著名的作品包括在電視劇Out of the Blue中飾演Kyle Mulroney，以及在秘社中飾演Nick Armstrong。